# Анисимова, Татьяна Михайловна
Татья́на Миха́йловна Ани́симова (урожд. Полубоярова; род. 19 октября 1949, Грозный, Чечено-Ингушская АССР) — советская легкоатлетка, серебряный призёр Олимпийских игр, заслуженный мастер спорта СССР (1981).

## Спортивная карьера
На Олимпийских играх 1976 в Монреале Татьяна Анисимова завоевала серебряную медаль в беге на 100 метров с барьерами. Через четыре года на Олимпиаде в Москве она закончила выступления в предварительных забегах.
Обладательница Кубка мира (1981), трёхкратный призёр чемпионатов Европы (1975, 1978, 1981), обладательница Кубка Европы (1981).
Многократная чемпионка СССР (1972, 1976, 1978, 1979 — 100 м с/б; 1978, 1981 — эстафета 4×200 м)
Трижды устанавливала рекорды СССР. Признана лучшей спортсменкой года в СССР (1981).
В 1981 году получила «Золотую шиповку» лучшей барьеристки Европы.
Награждена орденом «Знак Почета».

## Биография
После завершения спортивной карьеры закончила ГИФК им. П. Ф. Лесгафта. Работала завучем СДЮШОР по легкой атлетике «Юность России», методистом Центра олимпийской подготовки при Спорткомитете Санкт-Петербурга.